# Estádio Municipal Adérito Sena
Estádio Municipal Adérito Sena - to wielofunkcyjny stadion w Mindelo w Republice Zielonego Przylądka. Jest obecnie używany głównie dla meczów piłki nożnej i jest macierzystą areną klubu FC Derby oraz CS Mindelense, Académica do Mindelo i GD Amarantes. Stadion mieści 5000 osób.